# لوكاز نوسباوم
لوكاس نوسباوم (بالفرنسية: Lucas Nussbaum)‏ (6 سبتمبر 1981-) هو مهندس حاسوب ومحاضر في جامعة لورين وباحث في مختبرات لوريا.

## سيرة
يحمل لوكاز الجنسية الفرنسية ويستخدم البرمجيات الحرة منذ 1997. لوكاز مساعد بروفيسور مختبر الحاسوب ويقوم باعطاء دروس عن البرمجيات الحرة ودبيان ضمن مادة إدارة النظام. يعود تاريخ مساهماته في دبيان إلى العام 2005 قدم فيها الكثير لدبيان من ضمنها: صيانة البرمجيات البرمجة بلغة روبي، عمل على تقليل الاختلافات بين أوبنتو ودبيان كما عمل على جلب التحسينات من طرف أوبنتو إلى نظام دبيان. قام لوكاز بكتابة دليل الاستخدام لأبت-جت في دبيان لتزويد العاملون على صيانة هذه الحزم بالمعلومات اللازمة لعملهم. لوكاز عضو نشط في فريق العلوم في دبيان حيث أنه مدير التطبيقات.
أنتخب كقائد لمشروع دبيان في أبريل عام 2013 وأعيد انتخابه في أبريل 2014. كانت رؤيته وأهدافه ضمن خطته الإنخابية، ينبغي على دبيان أن يهدف إلى تعزيز مكانته كمركز للبرمجيات الحرة. وينبغي أن يكون الوسيط الرئيسي نشط بين المنبع والمستخدمين النهائيين. وبطبيعة الحال، يجب توفير أساس جيد للمشاريع المتفرعة المهمة، لأن مستخدمي المشاريع المشتقة هم مستخدمي دبيان في النهاية. ولكن يجب علينا أيضا أن نهدف إلى تعزيز ظهور وتأثير دبيان نفسه، لأن القيم التي نكافح من أجلها كمشروع هي في غاية الأهمية لكنها غالبا ما تهمل من قبل المشاريع المشتقة منا.